# 懲毖錄
《懲毖錄》，朝鮮半島史書，由朝鮮王朝朝鮮宣祖時期的領議政柳成龍用漢語文言文寫成，內容是專門記述朝鮮壬辰衛國戰爭，並檢討朝鮮在戰事中所得的教訓。柳成龍本人曾參與該次戰事，在《懲毖錄》中憶述了當時的經歷，又收錄了一批戰時的文書檔案，因而該書是有關朝鮮壬辰衛國戰爭及中朝日關係史的重要參考典籍。

## 《懲毖錄》的成書

### 有關作者柳成龍
《懲毖錄》的作者柳成龍（1542年－1607年），在朝鮮壬辰衛國戰爭爆發前後，曾歷任工曹佐郎、禮曹判書、吏曹判書、副提學、大司憲、右議政、左議政等文職。有《懲毖錄》、《西厓集》、《慎終錄》等著作。
《懲毖錄》一書是柳成龍在家鄉（位於慶尚北道安東市）的玉淵精舍寫成的。朝鮮壬辰衛國戰爭平定後，柳成龍在這裡回顧構想，並執筆寫了《懲毖錄》，記述該次戰爭對國家的侵害與得失。

### 編撰目的
《懲毖錄》具有以史為鑑的目的。據柳成龍在《懲毖錄‧序》中說，戰爭期間，朝鮮陷於「三都失守，八方瓦解」的艱危狀態，而他反思自己當時卻「無似受國重任，於流離板蕩之際，危不持，顛不扶，罪死無赦」，自愧在保家衛國方面貢獻不多。於是便著書記下這個慘痛教訓，「憂悸稍定，每念前日事，未嘗不惶愧靡容，乃於閑中粗述其耳目所逮者」，將戰爭前後經過及各種文書記述下來，希望自己的著作能像《詩經》裡「予其懲而毖後患」的精神一樣，讓後世不要重蹈他們一輩人的覆轍。

## 內容
據朝鮮宣祖年間的刻本，《懲毖錄》有十六卷，另有《附亂後雜錄》一卷，篇幅如下：
- 第一至二卷：以編年體方式，記敍自萬曆丙戌（1586年）至戊戌（1598年）間中朝對日本的戰事；
- 第三至五卷：為《芹曝集》
- 第六至十四卷：為《辰巳錄》，收錄作者在戰時向朝廷的狀啟文書；
- 第十五至十六卷：為《軍門謄錄》，為作者自萬曆乙未（1595年）至戊戌（1598年）期間與戰事有關的文書；
- 《亂後雜記》一卷：記述戰爭期間的事情。[1]

※另外，日本元祿八年（1695年）的《懲毖錄》刻本，則為四卷本。

## 史料價值
- 日本江戶時代學者貝原篤信（貝原益軒）認為，《懲毖錄》毫無疑問是有關朝鮮壬辰衛國戰爭朝鮮方面的「的據」：「柳相國之作《懲毖錄》也，是觀前車而戒後車之意也，此書記事簡要，為辭質直，非世之著書者，誇多闘靡之比。談朝鮮戰伐之事者，可以是為的據。」[4]
- 清末民初的學者楊守敬，指出《懲毖錄》是詳實的史料，並且已成為其他有關著作的重要依據：「故日本人所為《征韓偉略》大半以此書為藍本，知其實錄為多，不盡出事後掩飾者矣。」[5]
- 以《朝鲜王朝实录·宣祖修正实录》编者为代表的一批人认为，《惩毖录》书中有掩饰自己过失、攻讦他人的做法。[6]

## 外部連結
- （中文）.   [2008-04-01]. （原始内容存档于2009-02-13）.